# Three Men Walking

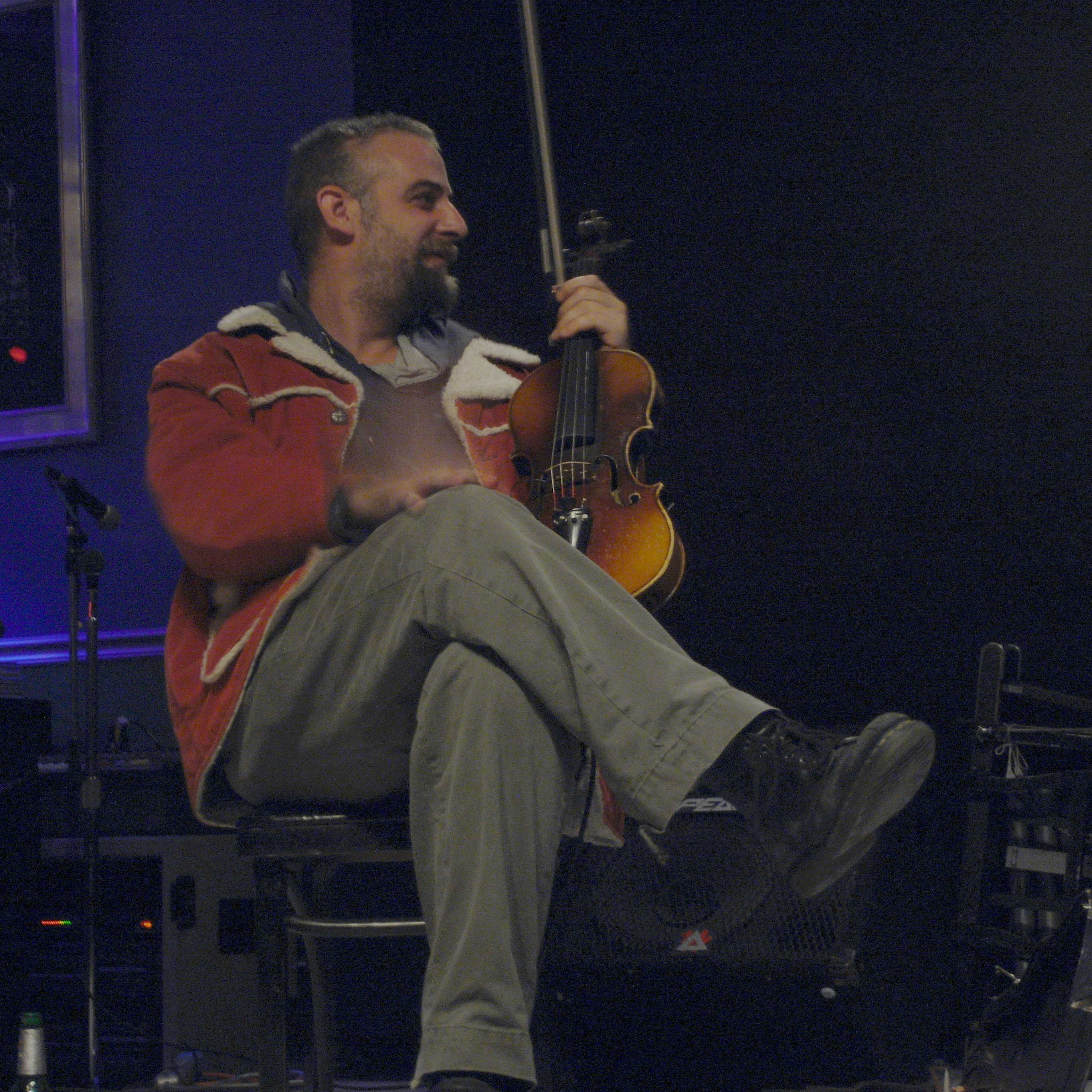
Mat Maneri

Three Men Walking ist ein Album des Trios von Joe Maneri, Joe Morris und Mat Maneri, aufgenommen in mehreren Sessions im Oktober und November 1995 in Winterthur und erschienen 1996 bei ECM. Der Titel des Albums bezieht sich auf eine gleichnamige Bronzeplastik des Schweizer Bildhauers Alberto Giacometti, die 1949 entstand und sich im Metropolitan Museum of Art befindet.

## Das Album
Bereits zuvor hatten der Holzbläser Joe Maneri und sein Sohn, der Violinist Mat Maneri bei mehreren Produktionen zusammengearbeitet; 1993 und im Juni 1995 entstanden für Leo Records die Alben Get Ready to Receive Yourself! und Let the Horses Go. Hinzu kam bei den Studioaufnahmen in Winterthur der Gitarrist Joe Morris. Den Sessions ging eine Zeit der Planungen (Paul Bley stellte den Kontakt zum ECM-Label her) und ausgedehnten Proben voraus; zwei Tage vor der Studiosession fand ein erstes Konzert der Gruppe statt. Es folgte noch eine gemeinsame Tournee u. a. mit einem Auftritt auf den Berliner Jazztagen, womit die Zusammenarbeit endete. Der Mitschnitt eines Konzerts im Kölner Loft erschien als Album Out Right Now bei HatOLOGY 2001.
„Die Gruppe schifft sich ein auf eine Reise, die Jazz, Kammermusik und Kollektivimprovisation erforscht“, schrieb das ECM-Label in seiner Ankündigung. Der Produzent ist der Ansicht: „Maneri/Morris/Maneri liefern mit einer ganz eigenen Ausdrucksweise und dynamischen Gefühl eine seltsam ergreifende, tief poetische Musik“.
In der gemeinsamen Improvisation über eigene Kompositionen der Bandmitglieder (eine Ausnahme ist der Jazzstandard What’s New?) bilden die Beiträge Mat Maneris auf der elektrisch verstärkten Violine „die Brücke zwischen Morris und seinem Vater.“ Mat Maneris Bogenspiel hingegen sorgt für eine gewisse Grundierung für die kurzen, scharfen Noten von Joe Maneri und Morris. Das Trio lässt gleichzeitig Raum für Solo- und Duo-Titel, „die deren individuelle Stärken herausstellen und eine größere Aufwertung der Einzelleistungen erlauben“, schrieb die Kritikerin Stacia Proefrock. So beginnt das Album mit dem unbegleiteten Klarinettenspiel Joe Maneris, „im Klang härter und tiefer als [Jimmy] Giuffre, obwohl vordergründig ähnlich.“ Die solistische Schlussnummer For Josef Schmid ist eine Verbeugung Joe Maneris (hier am Piano) vor dem Komponisten und Alban-Berg-Schüler Josef Schmid (1890–1969), der den jungen Maneri mit dem Werk von Arnold Schönberg bekannt machte.
Joe Morris merkte zu der Musik des Albums an:

„Unsere Instrumente definieren bestimmte Parameter, und die Herausforderung besteht darin, unsere Rollen zu erweitern. Ich mag nicht meine Verwendung der Gitarre auf den Vorder- und den Hintergrund beschränken. Stattdessen suche ich nach Räumen dazwischen, und das schafft für gewöhnlich ein angedeutetes Gefüge. Der Anschlag der Gitarre ist anders als bei der Geige oder den Holzblasinstrumenten, daher muss ich über das Einbringen sorgfältig Gedanken machen, dennoch kann ich einen perkussiven Sound schaffen, was mit der Gruppe einzigartig ist und eine Art Herausspringen (pop out) der Texturen. Ich denke eine Menge über Register nach, wie alle tun das, wir können alle die Lead-Stimmen in den mittleren und tiefen Frequenzen hören. Wir spielen lead und begleiten gleichzeitig.“

## Bewertung des Albums
Das erste ECM-Album Joe Maneris erhielt durchweg positive Kritiken; JazzTimes bezeichnete Three Men Walking als eine von dessen besten Aufnahmen: „The lineup of father and son Maneri and guitarist Morris speaks a personal language.“ Dies sei der Stoff für eine Legende, schrieb Die Zeit über Joe Maneris ECM-Debüt. Nach Ansicht von Gary Giddins enttäusche das Album nicht: „It is original and deeply compelling. While two Maneris tend to blend, Morris counterposes a different yet complementary key, suggesting harmolodic spatiality. He is at once apart and in synch.“
Joe Maneri sei auf Three Men Walking ein kommunikativer Spieler, so Giddins, „sein Klang auf dem Tenor-, Alt[saxophon] und besonders auf der Klarinette ist eindrucksvoll individuell, seine Phrasen logisch und aussagekräftig. Nirgends ist dies offensichtlicher als in seiner Version von What’s New, das auf entwaffnende Weise mit den ersten zwei Noten des Standards beginnt und dann fortfährt, die Melodie zu schildern, indem er sich tiefer in sie windet, sodass man anstelle eines Thema-und-Variation-[Schemas] etwas ähnlich einer inspirierten Zerlegung erlebe“.
Stacia Proefrock vergab dem Album in Allmusic die zweithöchste Bewertung von vier Sternen und schrieb:
„Auch wenn die beiden Maneris mit ihren Erforschungen von Mikrotonalität und Weltmusik stilistisch zusammenpassen, ist Morris sowohl ein innovativer als auch ein flexibler Spieler, und es gelingt ihm, sich großartig in die Gruppe einzufügen. […] Dieses Album ist Improvisation in ihrer freisten Spielform, mit knackigem, deutlichem Gitarrenspiel von Morris, das Seite an Seite mit Joe Maneris Anstrengungen, die kleinsten Räume zwischen den Noten zu entlocken, ein reichliches Spektrum an Klängen entfaltet. […] Die Musik ist auf radikale Weise kreativ, ohne dabei unzugänglich zu sein, ein bewundernswertes Exempel für Innovation im Jazz.“
Richard Cook und Brian Morton verliehen dem Trioalbum die Höchstwertung von vier Sternen: Die Giacometti-Skulptur von drei Personen, die ungewiss am Boden angeheftet sind und in verschiedene Richtungen streben, obwohl im Augenblick an dieselbe Stelle des Bodens angebunden, sei ein visueller Bezug zur Musik, die „gleichzeitig luftig und erdgebunden, solide und immateriell, sowohl Jazz als auch etwas ganz anderes“ sei. Höhepunkt der Session seien die Gruppenimprovisationen Bird’s in the Bedlfy, Three Men Walking und Arc and Point.

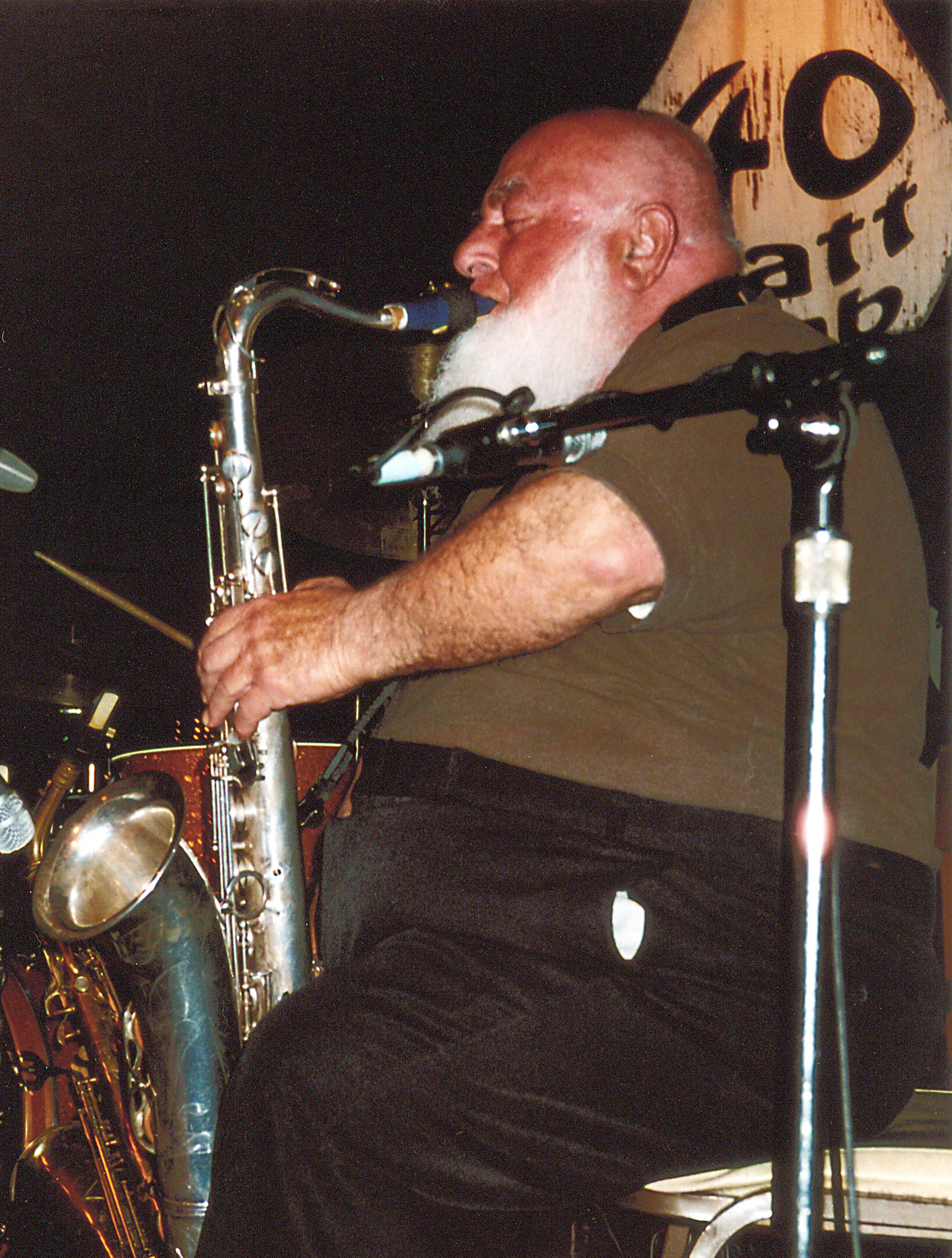
Joe Maneri 2004 im 40 Watt Club in Athens (Georgia).

## Titel
- Joe Maneri, Joe Morris, Mat Maneri: Three Men Walking (ECM Records 1597[8])

1. Calling (Joe Maeri) 3:13
2. What’s New? (Johnny Burke, Bob Haggart) 9:47
3. Bird’s in the Belfry (Maneri/Morris/Maneri) 6:51
4. If Not Now (Morris) 3:22
5. Let Me Tell You (Maneri/Morris/Maneri) 2:03
6. Through a Glass Darkly (Mat Maneri) 4:58
7. Three Men Walking  (Maneri/Morris/Maneri) 5:23
8. Deep Paths (Maneri/Maneri/Morris) 9:16
9. Diuturnal (Joe Maneri) 3:33
10. Fevered (Maneri/Maneri/Morris) 5:40
11. Gestalt (Mat Maneri) 2:39
12. To Anne’s Eyes (Joe Morris) 2:07
13. For Josef Schmid (Joe Maneri) 2:09